# رستم خودیف
رستم خودیف (به انگلیسی: Rustam Khudiyev) (زادهٔ ۶ ژانویهٔ ۱۹۸۵) شناگر اهل قزاقستان است.